# La mística de la feminitat
La mística de la feminitat és una obra clau de la segona onada del feminisme (1960-1990) amb què Betty Friedan va guanyar el premi Pulitzer el 1964. Es considera un dels llibres més influents del segle xx i va ser traduït al català per Jordi Solé i Tura l'any 1975.
Publicat a Nova York el 1963, tracta sobre «el malestar que no té nom», que segons les recerques que va realitzar Friedan, afligia a les dones estatunidenques de classe mitjana i que l'autora identifica amb la «mística de la feminitat». Aquesta expressió, segons la seva autora, s'empra per a descriure un conglomerat de discursos i pressupostos tradicionals sobre la feminitat que obstaculitza el compromís intel·lectual i la participació activa de les dones en la seva societat.
Friedan descriu el període dels anys 1950 en el qual el model educatiu, difós després de la Segona Guerra Mundial, es dirigia al fet que les dones decidissin triar l'opció de tornar a la llar, després d'haver conquistat el dret a vot i a l'educació i d'haver accedit a una ocupació. Friedan analitza el sistema econòmic, en el qual es ven a les dones una identitat d'acord amb la unitat familiar de consum en què s'ha transformat la família. Sense independència econòmica, la manera de vida de la mestressa de casa en aquesta nova llar tecnificada, produeix solitud, depressió i altres quadres mèdics qualificats com a «típicament femenins».

## Argument i estructura

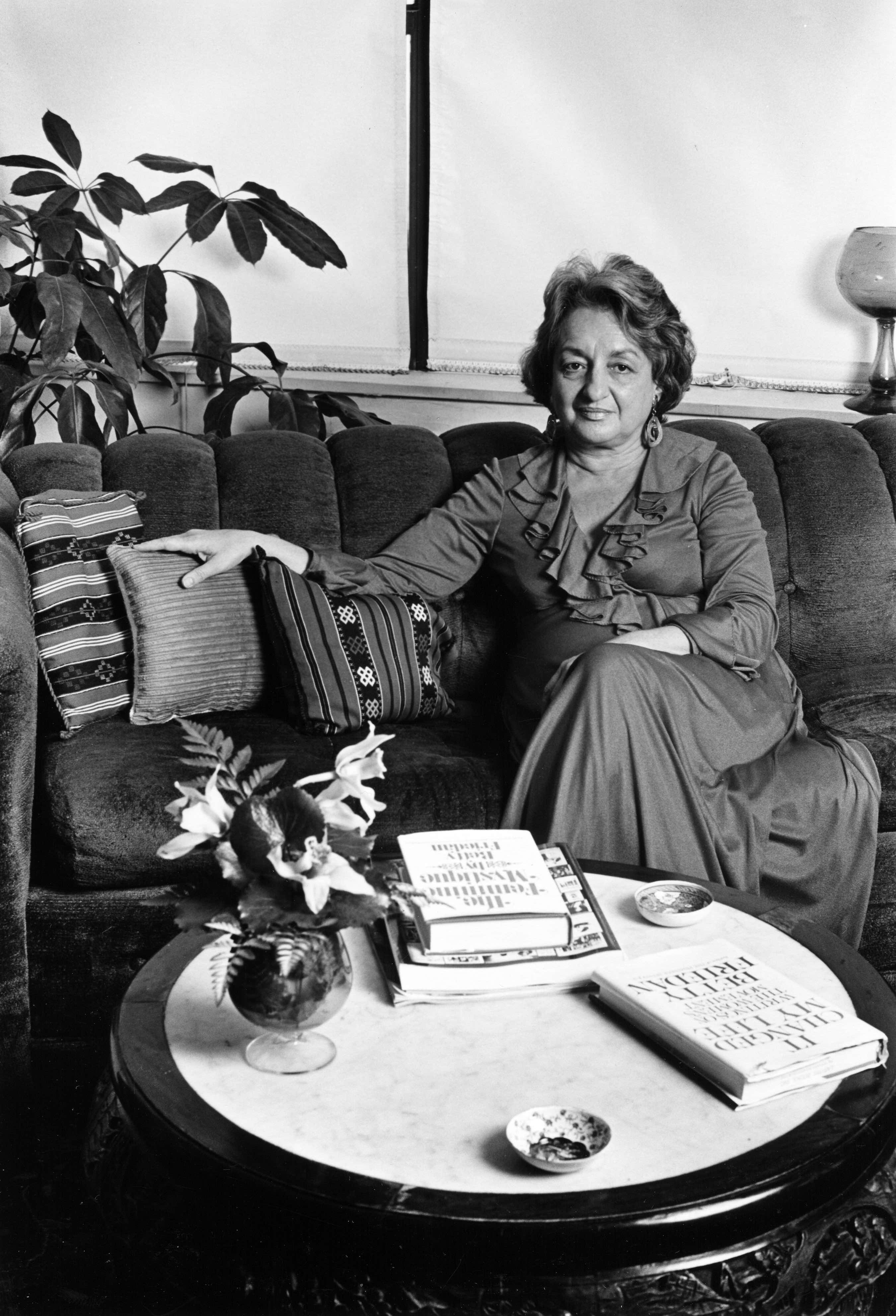
Betty Friedan (1978)

Al primer capítol presenta l'anomenat «problema sense nom»: la infelicitat de nombroses mestresses de casa malgrat portar aparentment la vida perfecta (família i confort material), un problema que cada dona viu de manera individual. Moltes d'aquestes dones insatisfetes intenten solucionar el seu malestar amb medicaments, tenint més fills o alterant rutines domèstiques, sense èxit.
Els mitjans incideixen en aquesta insatisfacció en culpabilitzar-les, així com les anomenades revistes femenines, editades majoritàriament per consells presidits per homes (segon capítol). Aquestes fins i tot presenten a les dones que han de treballar com dignes de llàstima, enfront de les que poden permetre's no fer-ho.
L'autora cita el seu propi exemple com a prova al tercer capítol i es queixa que hi ha hagut un retrocés en els models públics presentats des de les dècades precedents, quan apareixien figures més trencadores. Posteriorment aporta dades de les seves companyes d'estudis, la majoria de les quals renuncien a la seva carrera o adopten rols inferiors en el món professional pel desig de tenir i cuidar una família. Després d'aquest panorama, passa a analitzar-ne les causes:
Al capítol 4 critica especialment determinats corrents del feminisme perquè amb el seu èmfasi en la maternitat fan que les dones renunciïn a l'esfera laboral per ser felices amb els fills. Igualment denuncia les pressions que reben les feministes per voler «usurpar» el paper masculí fins i tot en l'aspecte físic (garçonne).
Al capítol 5 examina l'obra de Sigmund Freud amb relació a la imatge femenina tradicional dictada per la natura i conceptes com l'enveja del penis. Per la influència d'aquest pensador, qualsevol dona que vulgui sortir dels esquemes habituals casolans és titllada de neuròtica, incompleta o infeliç. El funcionalisme estructural va contribuir a aquest pensament, en fer èmfasi en el rol de la biologia en la conducta.
Més endavant continua amb el repàs històric del cas estatunidenc, en el qual va tenir un paper bàsic la postguerra. La mestressa de casa i mare era presentada com una professional dedicada, que necessitava estris i tècniques per complir correctament la seva funció i així assegurar la felicitat de la seva família. La publicitat s'aprofita d'aquestes necessitats creades i del sentiment de culpa de la dona que no les segueix atès que una dona ha d'intentar ocupar-se al màxim en les seves tasques i fer-les amb preocupació absoluta per no sentir-se malament.
Friedan prossegueix l'anàlisi considerant que moltes mestresses de casa focalitzen en aquestes tasques i les hores que els omplen per no admetre el seu buit interior o sentir-se que no són necessitades pel seu entorn. Algunes d'elles intenten buscar alleujament al seu malestar en el sexe (capítol 11), sigui dins o fora del matrimoni, sense que acabi de resoldre el problema.
L'obra acaba al capítol 14 amb una crida a sortir del fals model femení místic, aportant models concrets de dones que ho han aconseguit quan han superat les seves pors i la pressió de l'entorn. Aquesta crida es dirigeix sobretot a les mestresses que pateixen el «problema sense nom» (tancant així en una estructura circular l'argumentació de l'assaig) però és extensiva a totes les persones, dones i homes, que poden ajudar a destruir la imatge idealitzada o mística denunciada.

## Temes
El matrimoni i la vida domèstica com a únics ideals en la vida d'una dona són presentats com alienants, i descrits amb símptomes propers a la depressió clínica, com les llargues tongades de son o la tristesa permanent. L'autora critica «la mística de la feminitat»: una imatge idealitzada de la dona que és feliç en l'àmbit domèstic i busca la seva realització essent la perfecta mare i mestressa de casa per voluntat pròpia, una mística fomentada pels mitjans, l'educació i el testimoni d'altres dones. Friedan realitza un paral·lelisme explícit amb la situació de les dones a l'Alemanya nazi, amb el lema de les 3K: Kinder, Küche, Kirche («infants, església i cuina») i el suposat lloc natural de les dones però amb un component de modernitat per l'ús d'electrodomèstics, les carreres estudiades i la vida veïnal suburbial. La idealització de la parella, sense la qual no es té vida independent, agreuja el problema i el concepte de togetherness («solidaritat»).
S'introdueixen conceptes de psicologia, com la piràmide de Maslow. El model domèstic tanca les dones en els nivells més baixos, malgrat hagin rebut preparació intel·lectual per als superiors, i aquesta divergència provoca la seva infelicitat, que elles amaguen justament promovent l'extrem contrari: l'atenció excessiva als temes domèstics o a la cura dels fills, que són considerats com una carrera en ells mateixos. Friedan considera que, en canvi, aquestes mares no suposen un bon model per als seus infants perquè en no estar elles satisfetes projecten una ombra sobre l'autoconcepte del menor. Moltes actuen com a «mares devoradores» que viuen a través dels seus fills i els encomanen les seves frustracions. Igualment, va analitzar l'oposició entre allò natural i allò adquirit per a denunciar que molts dels atributs de la natura femenina eren culturals i reforçats pels mitjans de comunicació de masses.
Quan critica la concepció de Freud, massa ancorada en l'època victoriana i la repressió sexual que va suposar, aprofita per resumir-ne algunes de les tesis fonamentals. Aquesta divulgació de conceptes de les ciències socials va ser un dels motius que expliquen l'èxit del llibre. Aquests conceptes van ser introduïts en molts dels argumentaris de les teòriques del feminisme, com en les membres de la National Organization for Women, de la qual Friedan també formava part.
Les «heroïnes de la llar» com les anomena Friedan, no tenen interessos més enllà de l'esfera domèstica, per això fins i tot quan s'interessen per la política ho fan des del punt de vista de la família, quan ja des de John Stuart Mill s'insta a la «participació ciutadana com una de les vies per a l'alliberament femení». La psicoanàlisi més estesa a principis del segle xx combatia aquesta concepció (que havia guanyat pes amb les sufragistes i la incorporació de la dona al món laboral per les guerres mundials), assegurant que ataca la tendresa pròpia de les dones i que les fa proclius a desenvolupar malalties mentals. Una dona que accepta el seu «lloc natural», segons els postulats freudians, està satisfeta amb les seves ocupacions quotidianes. La realitat, però, és la contrària, i les víctimes de la mística de la feminitat són profundament infelices, ja que no poden assolir la seva identitat individual plena.
El capitalisme consumista afavoreix aquesta visió de la dona tradicional, ja que la mestressa dedicada compra diversos elements per a la llar i justament per estar insatisfeta busca més i més, una promesa que la publicitat explota. Accentuant la divisió per sexes, els comerciants fomenten un perfil de compradora que els va bé per als seus productes.
A l'assaig apareixen diverses personalitats, com Lucy Stone, una abolicionista i feminista que va ser acusada de masculina per les seves opinions i maneres de comportar-se. Friedan, per contra, la cita com a exemple positiu de dona emancipada i que lluita per ajudar les altres. Les cites als treballs d'Alfred Kinsey sobre la sexualitat s'usen per afirmar que les mestresses de casa tenen una pitjor vida sexual i que en cap cas el sexe pot resoldre la infelicitat personal. Es refereix a les protagonistes femenines de les obres de Tennessee Williams per abordar els complexos transmesos als fills per mares frustrades.

## Estil
L'autora usa la tercera persona i insereix anècdotes personals, els resultats d'una enquesta preparada per ella mateixa a diverses mestresses de casa, cites d'estudiosos de diverses disciplines i un to general que barreja l'exposició i la narració. L'estructura circular general (es comença i s'acaba per esmentar el «problema sense nom» de les dones insatisfetes) segueix una progressió amb un estil didàctic i lèxic planer, atès que el llibre té pretensió divulgativa. La profusió d'exemples de la seva època incrementen la vàlua de l'obra, no solament com a assaig de crítica cultural i de teoria del feminisme, sinó com document històric.
L'experiència periodística de l'autora és evident en la tria de frases curtes i l'ordre dels fets. Això no impedeix que segueixi els cànons del treball acadèmic, amb un aparell de notes força extens. El capítol final adopta el to d'un manifest. Aquesta barreja genèrica i estilística s'explica per la gènesi de l'assaig. En un primer moment, Friedan volia fer un reportatge a partir d'una enquesta però en veure rebutjat el seu treball, va ampliar-lo amb context fins a esdevenir un llibre independent.
Apareixen diverses metàfores repetides, com la mística de la feminitat que dona títol al llibre o les esferes separades i incomunicades de la divisió del treball per gènere. Les comparacions amb el nazisme o els estereotips dels anuncis de televisió i revistes de moda són una constant per dibuixar la imatge general de la dona tradicional. El davantal esdevé un símbol de la mestressa de casa empresonada.

## Impacte
La mística de la feminitat és el punt d'arrencada del feminisme que va despertar en la dècada del 1970. En la cronologia del feminisme, teòriques com Amelia Valcárcel situen l'obra de Betty Friedan en el període que denominen «interregne», tot i que altres consideren que va ser la iniciadora de la segona onada de teoria feminista. S'ha considerat aquesta obra una de les «bíblies del moviment feminista».
Friedan va posar nom a l'opressió que en èpoques anteriors s'havia conegut amb diversos noms però que no es recordaven per l'oblit històric. La seva importància rau en el fet que va facilitar a milers de mestresses de casa de diversos països els mitjans per identificar la seva situació de malestar, no solament personal sinó col·lectiva. Al llibre, Friedan combat la imatge pejorativa que els homes intenten dibuixar de les dones feministes com a persones frustrades que odien el gènere masculí, un estereotip que allunyava moltes dones d'aquest moviment.
Les crítiques al llibre van proliferar des de sectors feministes i de contraris al feminisme. Des de la teoria feminista radical es va lamentat l'exclusió de col·lectius sencers de dones, com aquelles que no volien formar una família, les lesbianes (a qui el feminisme hegemònic va titllar d'«amenaça lavanda») i les de minories racials (dones negres, xicanes, etc).
En el moment de la seva publicació, diverses dones es van sentir injuriades i van defensar la seva tria i la felicitat que trobaven en l'àmbit familiar. Van negar la comparació que Friedan fa entre la vida domèstica i un camp de concentració per exagerada i poc realista. Les associacions conservadores i defensores del patriarcat (antifeministes) han lluitat contra la influència d'aquest llibre. Per exemple, la revista Human Events va considerar l'obra com una de les «més perjudicials» de l'edat contemporània després d'acusar l'autora de massa simpatitzant amb les «idees comunistes». Com moltes feministes, Friedan va ser acusada de tenir una personalitat dominant en excés que es plasmava en la seva obra. Moltes de les ressenyes de l'època descriuen el to de l'escriptura com «rabiós».

## Traducció al català
Mística de la feminitat fou el primer llibre escrit per una pensadora feminista que es traduí al català. Es va publicar dins de la col·lecció «Llibres a l'abast», d'Edicions 62, traduït per Jordi Solé i Tura. Va ser editat en dos volums, La mística de la feminitat 1. El problema no plantejat i La mística de la feminitat 2. Un nou pla de vida.
Aquest llibre, conjuntament amb El segon sexe, de Simone de Beauvoir, van ser notablement influents en el feminisme en català de la segona meitat del segle xx.